# Жойс да Сілва
Жойс Соуза да Сілва (порт. Joice Souza da Silva; нар. 20 липня 1983, Ріо-де-Жанейро) — бразильська борчиня вільного стилю, чемпіонка, дворазова срібна та чотириразова бронзова призерка Панамериканських чемпіонатів, чемпіонка та бронзова призерка Панамериканських ігор, учасниця двох Олімпійських ігор.

## Біографія
Боротьбою почала займатися з 2001 року. Виступає за борцівський клуб «Marinha do Brazil» з Ріо-де-Жанейро.

## Спортивні результати на міжнародних змаганнях

### Виступи на Олімпіадах
| Змагання                    | Збірна   | Вагова категорія | Місце |
| --------------------------- | -------- | ---------------- | ----- |
| Літні Олімпійські ігри 2012 | Бразилія | 55 кг            | 12    |
| Літні Олімпійські ігри 2016 | Бразилія | 58 кг            | 12    |

### Виступи на Чемпіонатах світу
| Змагання                        | Збірна   | Вагова категорія | Місце |
| ------------------------------- | -------- | ---------------- | ----- |
| Чемпіонат світу з боротьби 2007 | Бразилія | 55 кг            | 11    |
| Чемпіонат світу з боротьби 2008 | Бразилія | 59 кг            | 20    |
| Чемпіонат світу з боротьби 2009 | Бразилія | 59 кг            | 13    |
| Чемпіонат світу з боротьби 2010 | Бразилія | 59 кг            | 10    |
| Чемпіонат світу з боротьби 2011 | Бразилія | 55 кг            | 18    |
| Чемпіонат світу з боротьби 2012 | Бразилія | 55 кг            | 9     |
| Чемпіонат світу з боротьби 2013 | Бразилія | 59 кг            | 8     |
| Чемпіонат світу з боротьби 2014 | Бразилія | 58 кг            | 15    |
| Чемпіонат світу з боротьби 2015 | Бразилія | 58 кг            | 23    |

### Виступи на Панамериканських чемпіонатах
| Змагання                                   | Збірна   | Вагова категорія | Місце  |
| ------------------------------------------ | -------- | ---------------- | ------ |
| Панамериканський чемпіонат з боротьби 2004 | Бразилія | 55 кг            | 6      |
| Панамериканський чемпіонат з боротьби 2005 | Бразилія | 55 кг            | Бронза |
| Панамериканський чемпіонат з боротьби 2006 | Бразилія | 55 кг            | Бронза |
| Панамериканський чемпіонат з боротьби 2007 | Бразилія | 55 кг            | 5      |
| Панамериканський чемпіонат з боротьби 2008 | Бразилія | 55 кг            | 5      |
| Панамериканський чемпіонат з боротьби 2009 | Бразилія | 59 кг            | Бронза |
| Панамериканський чемпіонат з боротьби 2010 | Бразилія | 59 кг            | Срібло |
| Панамериканський чемпіонат з боротьби 2011 | Бразилія | 55 кг            | Бронза |
| Панамериканський чемпіонат з боротьби 2013 | Бразилія | 59 кг            | Срібло |
| Панамериканський чемпіонат з боротьби 2014 | Бразилія | 58 кг            | 5      |
| Панамериканський чемпіонат з боротьби 2015 | Бразилія | 58 кг            | Золото |
| Панамериканський чемпіонат з боротьби 2016 | Бразилія | 60 кг            | 4      |

### Виступи на Панамериканських іграх
| Змагання                  | Збірна   | Вагова категорія | Місце  |
| ------------------------- | -------- | ---------------- | ------ |
| Панамериканські ігри 2007 | Бразилія | 55 кг            | 8      |
| Панамериканські ігри 2011 | Бразилія | 55 кг            | Бронза |
| Панамериканські ігри 2015 | Бразилія | 58 кг            | Золото |

### Виступи на інших змаганнях
| Змагання                                                                       | Збірна   | Вагова категорія | Місце  |
| ------------------------------------------------------------------------------ | -------- | ---------------- | ------ |
| Олімпійський кваліфікаційний турнір з вільної боротьби 2008 (Едмонтон)         | Бразилія | 55 кг            | 12     |
| Олімпійський кваліфікаційний турнір з вільної боротьби 2008 (Хапаранда)        | Бразилія | 55 кг            | 21     |
| Гран-прі Іспанії з боротьби 2011                                               | Бразилія | 55 кг            | Бронза |
| Відкритий чемпіонат Польщі з боротьби 2011                                     | Бразилія | 55 кг            | Бронза |
| Турнір Дана Колова — Николи Петрова 2012                                       | Бразилія | 55 кг            | 5      |
| Олімпійський кваліфікаційний турнір з вільної боротьби 2012 (Кіссіммі-Орландо) | Бразилія | 55 кг            | Бронза |
| Олімпійський кваліфікаційний турнір з вільної боротьби 2012 (Тайюань)          | Бразилія | 55 кг            | 5      |
| Олімпійський кваліфікаційний турнір з вільної боротьби 2012 (Гельсінкі)        | Бразилія | 55 кг            | Срібло |
| Гран-прі Іспанії з боротьби 2012                                               | Бразилія | 59 кг            | Срібло |
| Турнір Дана Колова — Николи Петрова 2013                                       | Бразилія | 59 кг            | Бронза |
| Гран-прі Іспанії з боротьби 2013                                               | Бразилія | 59 кг            | 9      |
| Міжнародний олімпійський турнір з боротьби 2013                                | Бразилія | 59 кг            | Золото |
| Міжнародний турнір Ньюйоркського атлетичного клубу 2013                        | Бразилія | 59 кг            | 4      |
| Кубок Бразилії 2013                                                            | Бразилія | 59 кг            | Бронза |
| Золотий Гран-прі з боротьби 2014                                               | Бразилія | 58 кг            | Бронза |
| Турнір Дана Колова — Николи Петрова 2014                                       | Бразилія | 58 кг            | Бронза |
| Золотий Гран-прі з боротьби 2014                                               | Бразилія | 58 кг            | 5      |
| Чемпіонат світу з боротьби серед військовослужбовців 2014                      | Бразилія | 58 кг            | Бронза |
| Кубок Бразилії 2014                                                            | Бразилія | 58 кг            | Бронза |
| Гран-прі Парижа 2015                                                           | Бразилія | 58 кг            | Срібло |
| Klippan Lady Open 2015                                                         | Бразилія | 58 кг            | 12     |
| Кубок Канади 2015                                                              | Бразилія | 58 кг            | Срібло |
| Золотий Гран-прі з боротьби 2015                                               | Бразилія | 58 кг            | 12     |
| Кубок Бразилії 2015                                                            | Бразилія | 58 кг            | Золото |
| Олімпійський кваліфікаційний турнір з вільної боротьби 2016 (Фріско)           | Бразилія | 58 кг            | Срібло |
| Турнір міста Сассарі 2016                                                      | Бразилія | 58 кг            | 7      |
| Чемпіонат світу з боротьби серед військовослужбовців 2016                      | Бразилія | 60 кг            | Срібло |